# サウスウエスト島

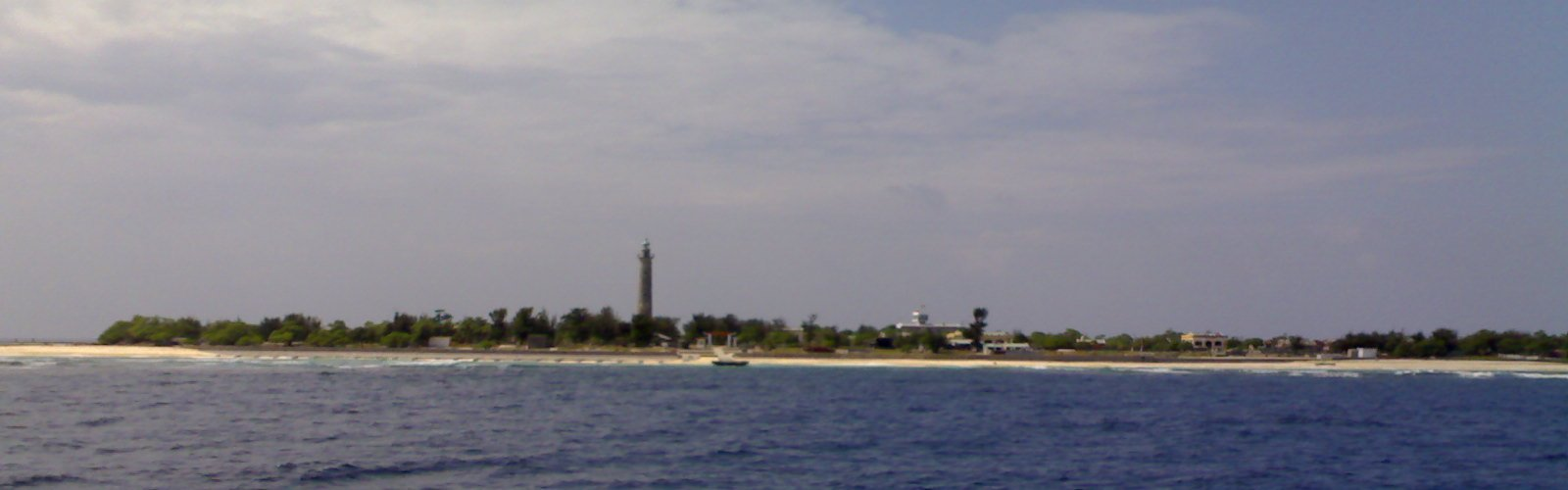
サウスウエスト島

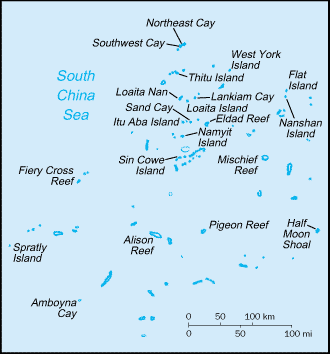
南沙諸島

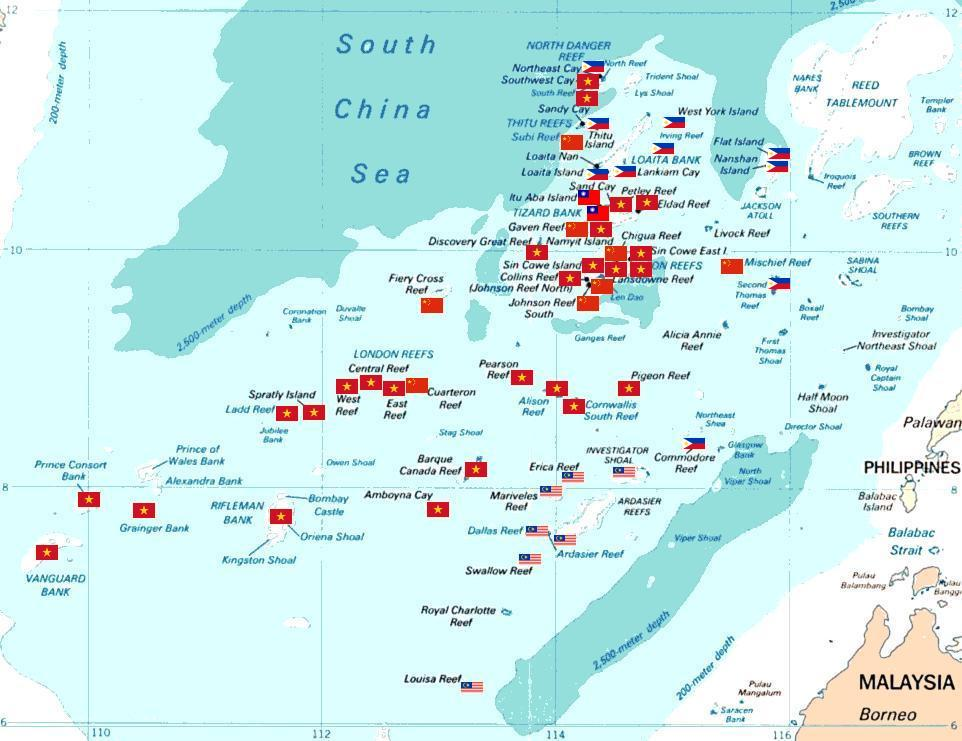
南沙諸島の実効支配状況

サウスウエスト島（サウスウエストとう、英語: Southwest Cay、ベトナム語：Đảo Song Tử Tây / 島雙子西、タガログ語: Pugad、中国語: 南子岛）は、南沙諸島の島である。

## 地理
南沙諸島の最北部のノースデンジャー堆（英語: North Danger Reef、中国語: 双子群礁）に位置し面積0.12平方キロメートル。ノースウエスト島と対をなしており、第二次世界大戦までの日本が領有していた時期には南二子島と呼ばれていた。

## 領有
かつてフィリピンが領有していたが、1975年に南ベトナム軍がこの島を占領し、以降、ベトナムが実効支配している。対をなすノースイースト島はフィリピンが実効支配しており、両国はそれぞれ軍を駐留させて対峙してきたが、中国との領有権争いの激化に伴い、2014年6月8日にはノースイースト島のフィリピン軍がサウスウエスト島のベトナム軍を訪問しスポーツ等で交流を行っている。
ベトナム、フィリピン以外では、中華人民共和国、中華民国（台湾）も主権を主張している。